# Authon-du-Perche
Authon-du-Perche is een gemeente in het Franse departement Eure-et-Loir (regio Centre-Val de Loire) en telt 1269 inwoners (2004). De plaats maakt deel uit van het arrondissement Nogent-le-Rotrou. Op 1 januari 2019 fuseerde de bestaande gemeente met de gemeente Soizé tot een nieuwe gemeente, eveneens Auton-du-Perche geheten. Authon-du-Perche telde op 1 januari 2022 1.482 inwoners.

## Geografie
De oppervlakte van Authon-du-Perche bedroeg op 1 januari 2022 34,82 vierkante kilometer; de bevolkingsdichtheid was toen 42,6 inwoners per km².

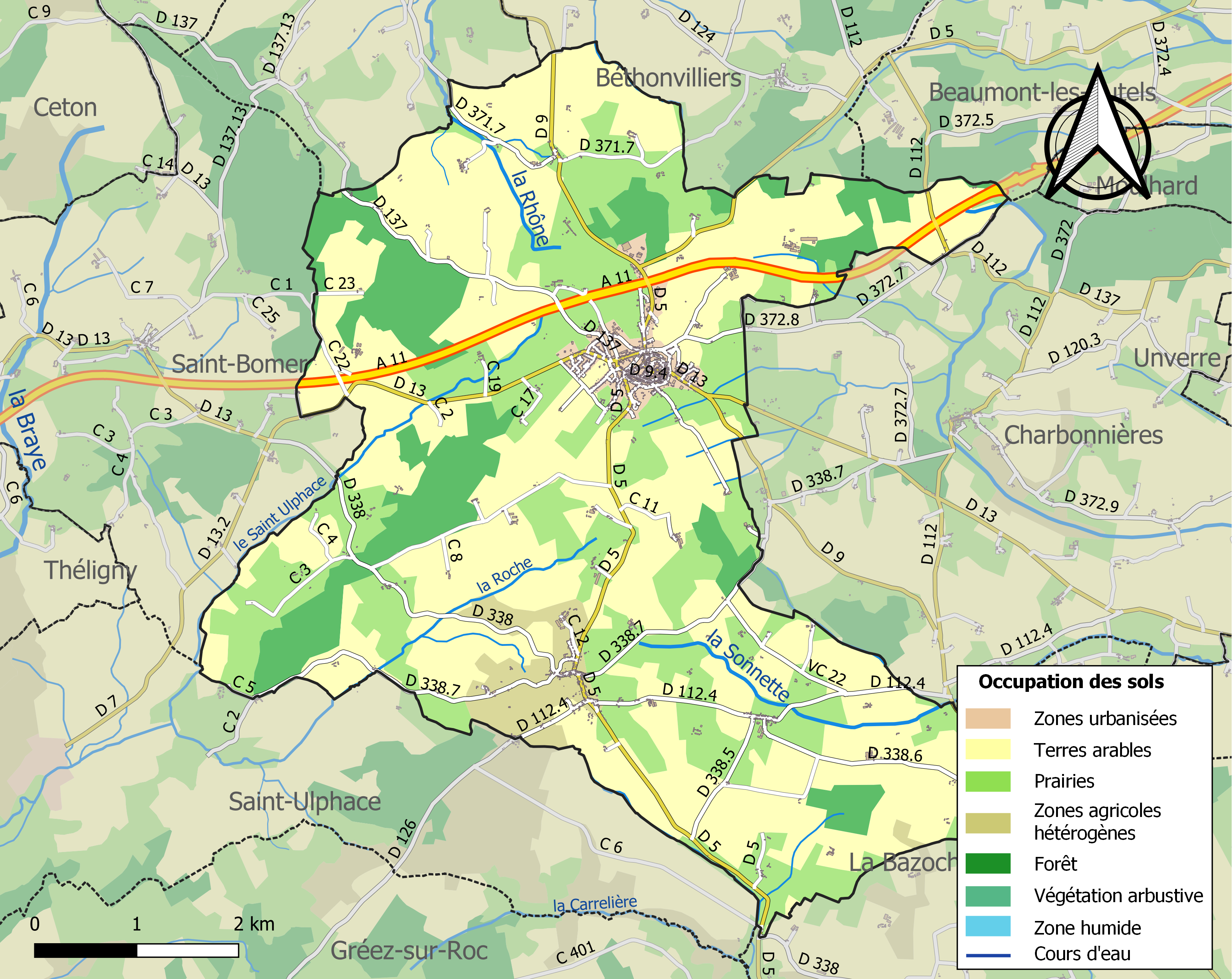
Kaart van de gemeente met belangrijkste infrastructuur, bodemgebruik en omliggende gemeenten

## Demografie
Onderstaande figuur toont het verloop van het inwonertal (bron: INSEE-tellingen).

## Geboren in Authon-du-Perche
- Jean Le Moal (1909-2007), niet-figuratief schilder van de Nouvelle École de Paris